# Luca Brasi

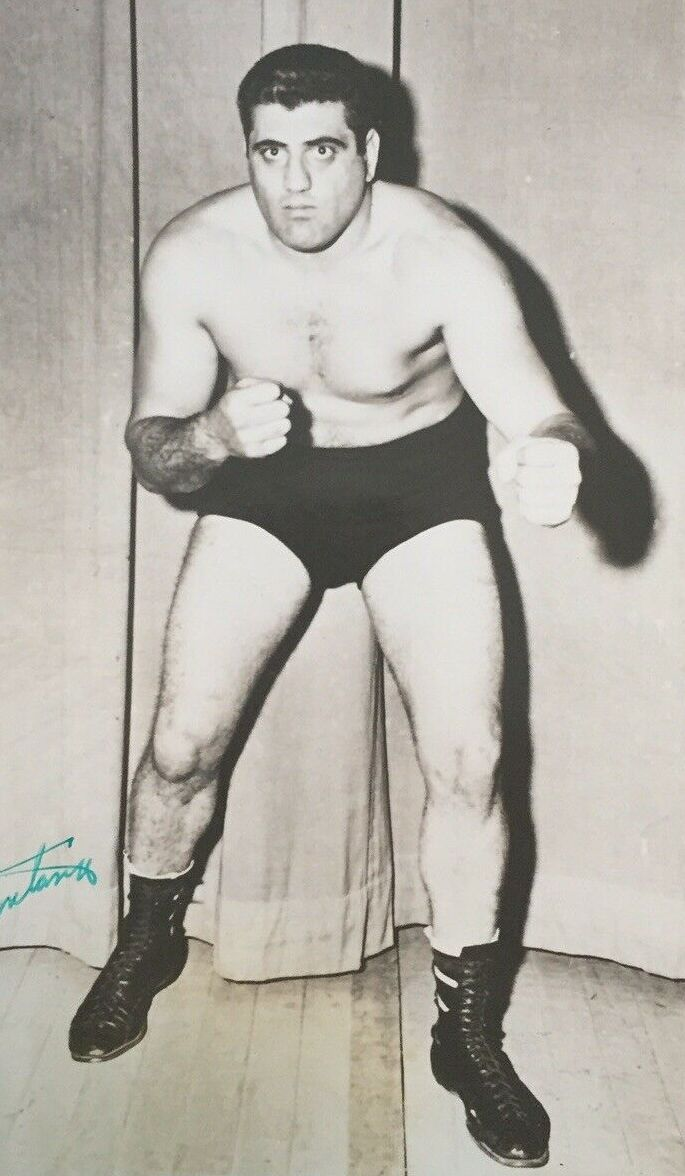
A Luca Brasit alakító Lenny Montana 1955-ben

Luca Brasi költött személy, Mario Puzo A keresztapa című bűnügyi regényének egyik szereplője. Az ebből készült A Keresztapa című filmben Lenny Montana alakítja.
Connie Corleone esküvője előtt Luca Brasi négyszemközt mondott köszönetet a meghívásért a Keresztapának.
Luca Brasi az egyik legrettegettebb ember Amerika keleti részének alvilágában. Rendkívüli adottsága abból áll, hogy teljesen egyedül, társak nélkül is tud gyilkolni, és ez az igazságszolgáltatás számára automatikusan szinte lehetetlenné teszi a leleplezést és a bizonyítást.
Közel tizenöt évvel ezelőtt néhány ember ki akarta szorítani a Keresztapát az olajimportból. Meg akarták ölni, s ez csaknem  sikerült is nekik. Luca Brasi utánuk eredt. Két hét alatt megölt hat embert, s ezzel véget ért a híres olívaolaj-háború.
Luca Brasi valóban olyan ember volt, hogy még magát az ördögöt is megijesztette volna a pokolban. Alacsony, zömök, nagy fejű; a puszta jelenlététől is megszólalnak a vészcsengők. Az arcára rávésődött a gyűlölet maszkja. Barna szeméből hiányzott a melegség: hideg, halott, cserszínű volt. Keskeny, cserepes, halvány ajka élettelennek látszott, mint a nyers borjúhús.
Amikor most a Don elé vezették, a félelmetes Brasi tiszteletteljes testtartásban közeledett. Eldadogott néhány cikornyás  gratulációt, és kifejezte udvarias reményét, hogy az első unoka fiú lesz. Aztán átadott a Donnak egy borítékot, amely készpénzzel volt kitömve, nászajándékként az ifjú pár részére.
Brasi volt az egyetlen ember a világon, aki fel tudta idegesíteni a Keresztapát. Ez a fickó olyan, mint a természeti erő; nem lehet ellenőrizni. Olyan óvatosan kell bánni vele, akár a dinamittal.
Jelen volt akkor, amikor a Don Corleone rávette Les Halleyt, hogy aláírjon egy okmányt, amely szerint a tízezer dolláros hitelesített csekk ellenében lemond minden jogáról Johnny Fontanével kapcsolatban.
Luca Brasi kapcsolatba lépett Sollozzo embereivel. Ezt Don Corleone személyes parancsára tette, és úgy érte el, hogy gyakran látogatta a Tattaglia család által ellenőrzött éjszakai mulatóhelyeket, és összeállt az egyik legismertebb bárnőjükkel. Az ágyban arról panaszkodott neki, hogy a Corleone családban nem becsülik eléggé, nem ismerik el az értékét. Egy héttel a lánnyal töltött éjszaka után fölkereste Bruno Tattaglia, a mulató vezetője.
Az első találkozáson mindketten őszintén és nyíltan beszéltek. Tattaglia felajánlotta Lucának, hogy dolgozzon a Családnak mint pénzbeszedő. A kacérkodás csaknem egy hónapig húzódott. Luca olyan férfi szerepét játszotta, aki beleszeretett egy szép fiatal lányba, Bruno Tattaglia pedig olyan üzletemberét, aki egy tehetséges alkalmazottat akar elkaparintani a vetélytársától. Az egyik ilyen találkozáson Luca úgy tett, mintha ingadozna, majd így szólt: – Egyet meg kell mondanom. Soha nem teszek semmit a Keresztapa ellen. Don Corleone olyan ember, akit tisztelek. Megértem, hogy a Család ügyeiben kénytelen a fiait elém helyezni.
Az eredeti ötlet az volt, hogy a Tattagliákkal el kell hitetnie: tud a sok pénzt hozó kábítószerüzletükről, és a saját szakállára részt kér belőle. Így talán hallhat valamit Sollozzo terveiről, ha a Töröknek egyáltalán vannak tervei, vagy megtudhatja, nem akar-e Don Corleone lábára hágni. Két hónapig várakozott, ezalatt semmi más nem történt. Ekkor Luca arról tájékoztatta a Dont, hogy Sollozzo nyilvánvalóan nagyvonalúan viseli el a vereséget. A Don utasította, hogy próbálkozzon tovább, de nagyon óvatosan, ne erőltesse a dolgot.
A Don Corleone lelövése előtti estén Luca benézett a mulatóba. Bruno Tattaglia hajnali négy órára találkozóra hívta.
Arra gondolt, felhívja a Don Long Beach-i házát, és elmondja neki az új fejleményt, de tudta, hogy a Don soha senkivel nem beszél telefonon, és miután a Don titokban adta neki ezt a megbízatást, nem akarta, hogy bárki más, akár Hagen, akár a legidősebb fiú tudjon róla.
Luca Brasi meghalt.
Luca Brasi golyóálló mellényébe egy hatalmas döglött halat csavartak. A hal azt jelenti, hogy gazdája lent fekszik a tenger mélyén. Régi szicíliai üzenet. Így üzentek hadat a Corleone családnak a Tattagliák.

## Előzmények
Luca Brasi meggyilkolta a szeretőjétől született újszülött gyerekét, majd két nappal később a szeretőjét is. A bába félelmében szinte megbolondult, és elment a Keresztapához, elmondta neki a történetét. A Keresztapa azt parancsolta neki, maradjon nyugton, ő majd mindent elintéz.
Mielőtt Don Corleone rendbe hozhatta volna a dolgot, Luca Brasi öngyilkosságot kísérelt meg a cellájában, elmetszette a torkát egy üvegdarabbal. Átvitték a rabkórházba, és mire felgyógyult, Don Corleone mindent elintézett. A rendőrség semmit sem tudott rábizonyítani, a vádat elejtették, és Luca Brasit szabadon engedték.
Salvatore Maranzano azt kérte Caponétól, küldje el a két legjobb fegyveresét New Yorkba, hogy elpusztítsák a felkapaszkodott Dont. A Corleone családnak azonban barátai és informátorai voltak Chicagóban, akik azonnal közölték, melyik vonattal érkezik a két fegyveres. Vito Corleone Luca Brasit küldte ellenük, és olyan utasításokat adott neki, amelyek felszabadították ennek a különös embernek a legvadabb ösztöneit.
Brasi meg az emberei, összesen négyen, már a pályaudvaron várták a chicagói gengsztereket. Brasi egyik embere szerzett egy taxit, amelyet ő is vezetett, és a pályaudvari hordár, aki a Capone-emberek bőröndjeit vitte, ehhez a taxihoz kísérte őket. Amikor beszálltak, Brasi a másik emberével benyomult utánuk. Kezükben lövésre kész pisztollyal arra kényszerítették a két chicagóit, hogy hasaljanak le a kocsi aljára. A taxi egy kikötői raktárépülethez hajtott, amelyet Brasi már előkészített.
Capone embereinek kezét-lábát megkötözték, és szájukba törülközőt gyömöszöltek, hogy ne tudjanak kiabálni.
Ez a fegyveres rémületében, bármilyen képtelenségnek tűnik is, lenyelte a szájában lévő törülközőt, és megfulladt. Amikor a rendőrség végrehajtotta a halottkémi szemlét, hogy meghatározza a halál okát, megtalálta a törülközőt a gyomrában.